# Conde do Côvo
Conde do Côvo é um título nobiliárquico português criado por D. Luís I de Portugal, por Decreto de 9 de Março de 1882, em favor de Gaspar Maria de Castro e Lemos de Magalhães e Meneses Pamplona.
Titulares
1. Gaspar Maria de Castro Lemos de Magalhães e Meneses Pamplona, 1.º Conde do Côvo.

Após a Implantação da República Portuguesa e o fim do sistema nobiliárquico, usaram o título:
1. Manuel Paulo de Castro e Lemos, 2.º Conde do Côvo;
2. Sebastião de Lancastre de Castro e Lemos, 3.º Conde do Côvo.